# اسپلیتسکا بانکا
اسپلیتسکا بانکا (انگلیسی: Splitska banka) شرکت خدمات مالی و بانکداری کروات است، که در سال ۱۹۶۵ تأسیس شد.